# Dějiny Dánska během druhé světové války

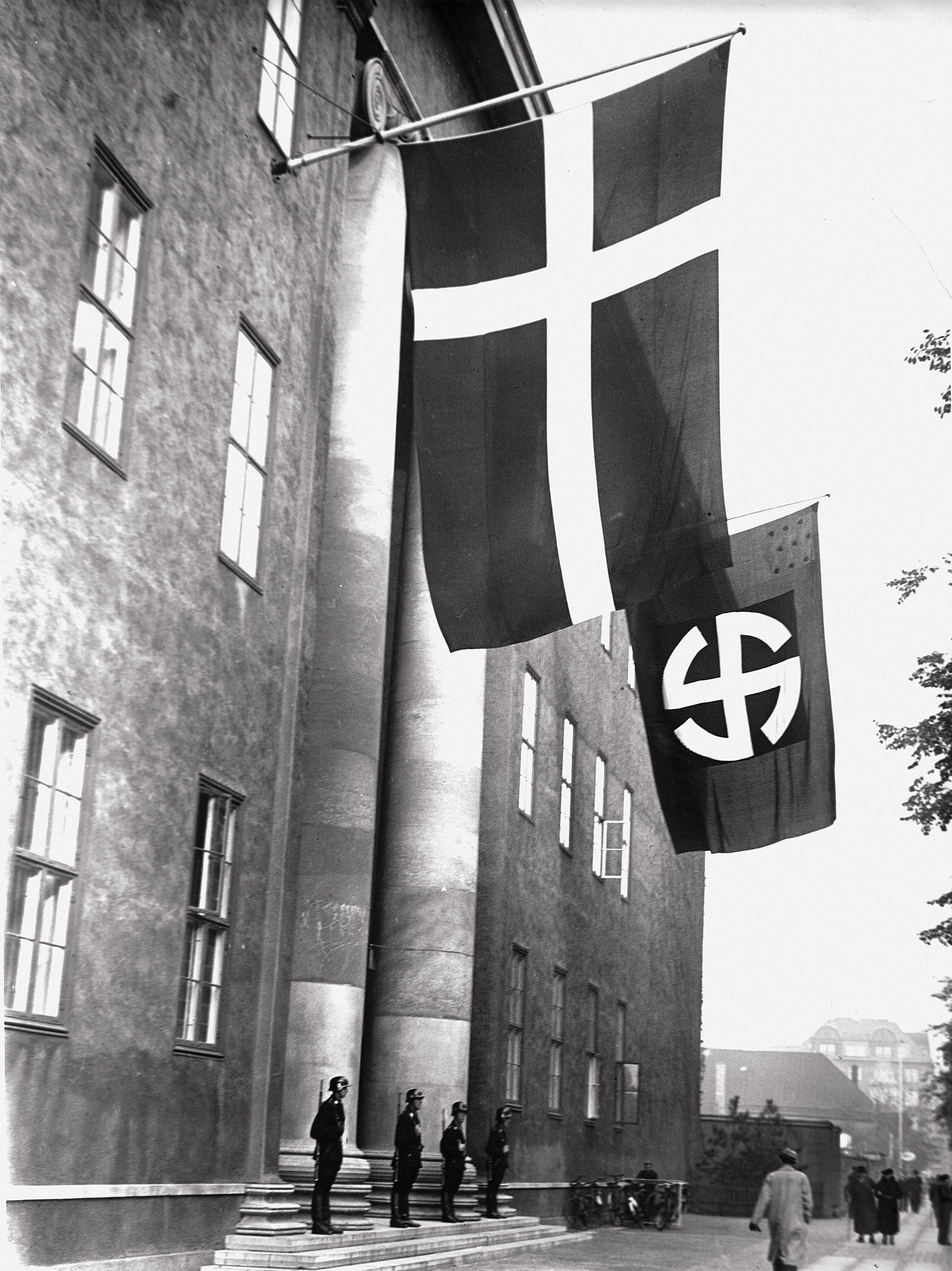
Velitelství sboru Schalburg, dánské jednotky SS. Obsazená budova v Kodani patřila lóží dánského Řádu svobodných zednářů.

Na počátku druhé světové války v září 1939 vyhlásilo Dánsko svou neutralitu. Po většinu války byla země protektorátem a poté okupovaným územím Nacistického Německa. Rozhodnutí o okupaci Dánska bylo učiněno v Berlíně dne 17. prosince 1939. Dne 9. dubna 1940 obsadilo Německo Dánsko v rámci operace Weserübung. Boje trvaly okolo šesti hodin, což učinilo z tohoto tažení nejkratší operaci druhé světové války. Až do 29. srpna 1943 fungovala dánská vláda i král v režimu de facto německého protektorátu. Poté Německo převzalo území Dánska pod přímou vojenskou okupaci, která trvala do 5. května 1945. Na rozdíl od situace v jiných Němci okupovaných zemích, fungovala většina dánských institucích až do roku 1945 relativně normálně. Jak dánská vláda, tak i král, zůstali v zemi, ve které se mísila demokracie s totalitarismem, dokud dánská vláda neodstoupila na protest proti německým požadavkům na zavedení trestu smrti za sabotáž.
Něco přes tři tisíce Dánů zemřelo v přímé souvislosti s okupací. Další dva tisíce dobrovolníků, kteří se přidali k Waffen-SS a Frikorps Danmark, z nichž většina pocházela z německé menšiny žijící v jižním Dánsku, padlo během bojů na východní frontě. Během války zahynulo i 1 072 námořníků obchodního loďstva, kteří byli ve službách spojenců. Celkově se tak ve srovnání s jinými Němci okupovanými územími jednalo o velmi nízké ztráty. Někteří Dánové kolaborovali s Němci tak, že se přidali k Národně socialistické dělnické straně Dánska (DNSAP), ke sboru Schalburg, ke sboru HIPO nebo ke skupině Peter. Často se členství v různých skupinách překrývalo. DNSAP kandidovala během parlamentních voleb do dánského Folketingu v roce 1943. I přes značnou podporu Němců strana získala pouze 2,1 % hlasů.
V průběhu války vzniklo hnutí odporu a většina dánských Židů byla v roce 1943, kdy německé úřady nařídily jejich internaci v rámci holokaustu, zachráněna a poslána do neutrálního Švédska.

## Invaze

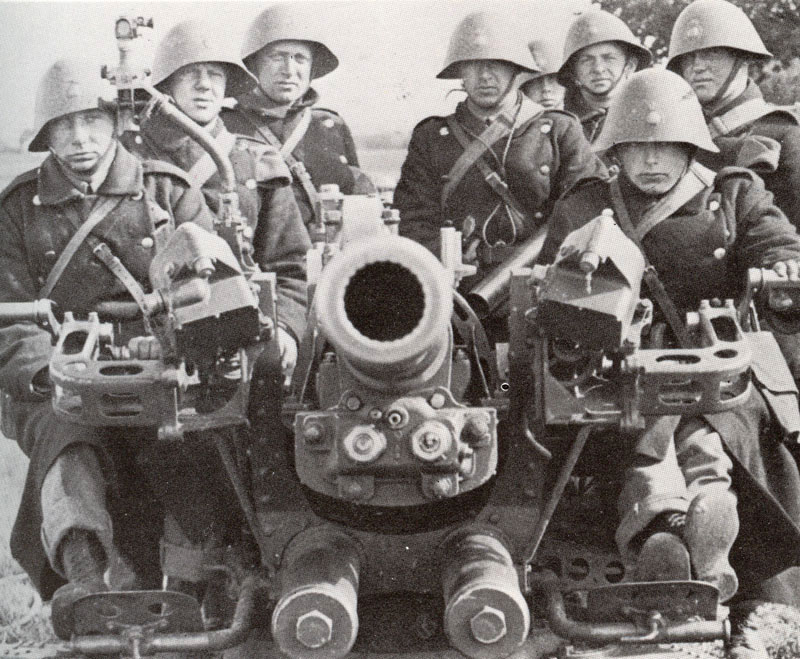
Dánští vojáci s protiletadlovým dělem, 1940. Všichni vojáci mají dánské přilby vzoru M/1923.

Okupace Dánska nebyla zpočátku důležitým německým vojenským cílem. O jeho okupaci bylo rozhodnuto v souvislosti s přípravami invaze do strategicky důležitého Norska a jako prevence před očekávanou britskou vojenskou reakcí. Němečtí vojenští plánovači věřili, že základna v severní části Jutska, konkrétně letiště v Aaalborgu, bude klíčová pro operace v Norsku a začali s plány na okupaci části Dánska. Přesto ještě v únoru 1940 nebylo učiněno žádné pevné rozhodnutí o obsazení Dánska. Problém byl nakonec vyřešen poté, co Adolf Hitler osobně v plánu přeškrtl slova die Nordspitze Jütlands a nahradil je písmeny Dä, které jsou německou zkratkou pro Dánsko.

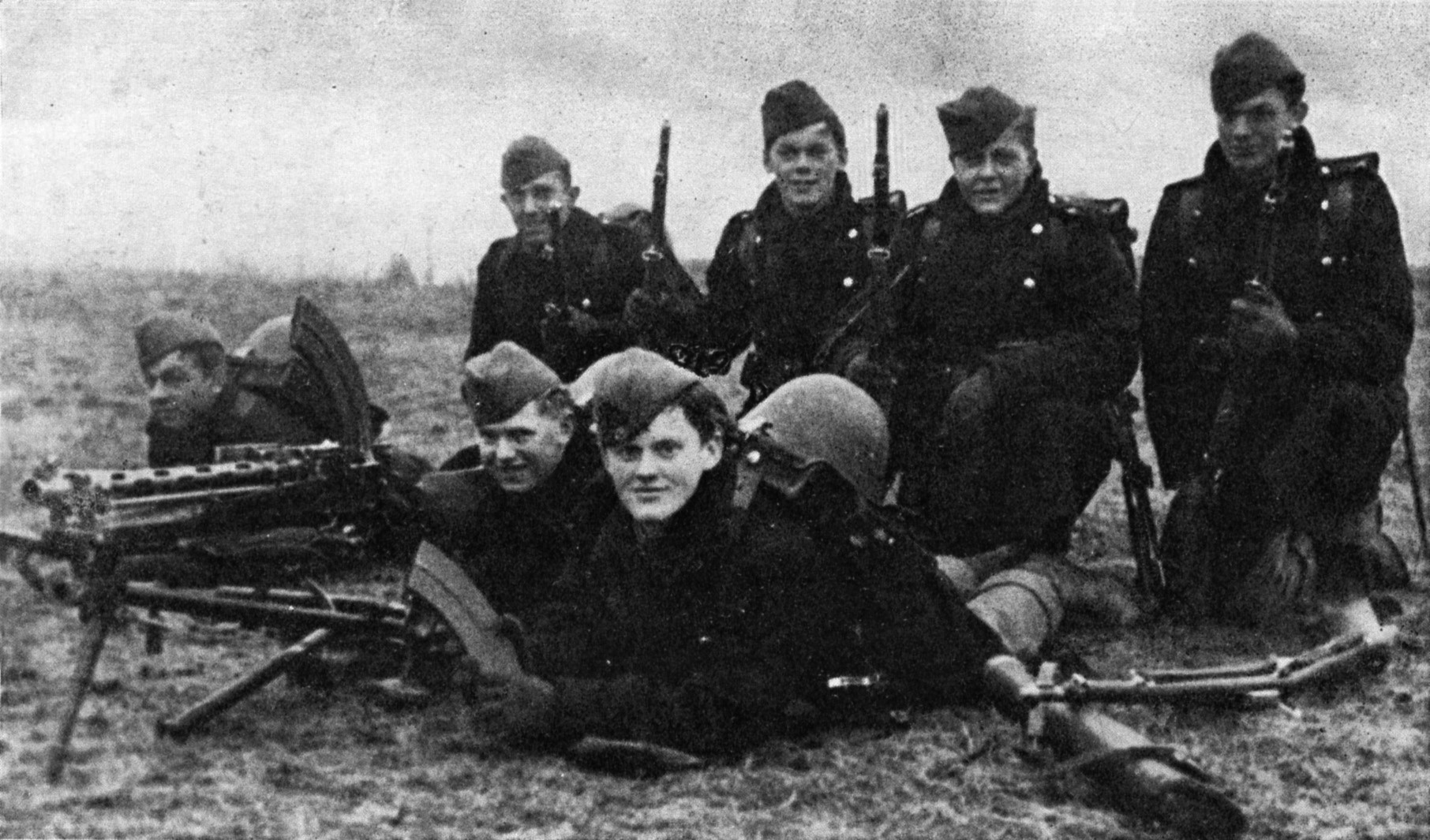
Skupina dánských vojáků 9. dubna 1940. Dva z těchto mužů byli během invaze zabiti.

Ačkoliv oblast jižního Jutska byla domovem významné německé menšiny a provincii Dánsko získalo na základě lidového plebiscitu vyplývajícího z Versailleské smlouvy, Německo nespěchalo s jejím opětovným získáním. Ve vágnějším a zdlouhavém postupu Německa někteří nacisté viděli naděje své země na začlenění Dánska do větší „severské unie“. K tomu však nikdy nedošlo a Německo zemi obsadilo s oficiálním tvrzením, že ji tak chrání před britskou invazí.
Ve 4 hodiny 15 minut ráno dne 9. dubna 1940 překročily německé jednotky hranici do neutrálního Dánska. V koordinované operaci začaly německé lodě s vyloďováním jednotek v docích v Kodani. Přesto se početně slabší a špatně vybavení dánští vojáci v několika oblastech země postavili útočníkům na odpor. Učinila tak především Královská stráž v Kodani (dánsky: Den Kongelige Livgarde) a jednotky v Jižním Jutsku. Ve stejném okamžiku, kdy německé síly překračovaly státní hranici, shodila letadla nad Kodaní letáky OPROP! s výzvou, aby Dánové pokojně přijali německou okupaci a tvrzením, že Německo obsadilo Dánsko, aby jej chránilo před Velkou Británií a Francií.

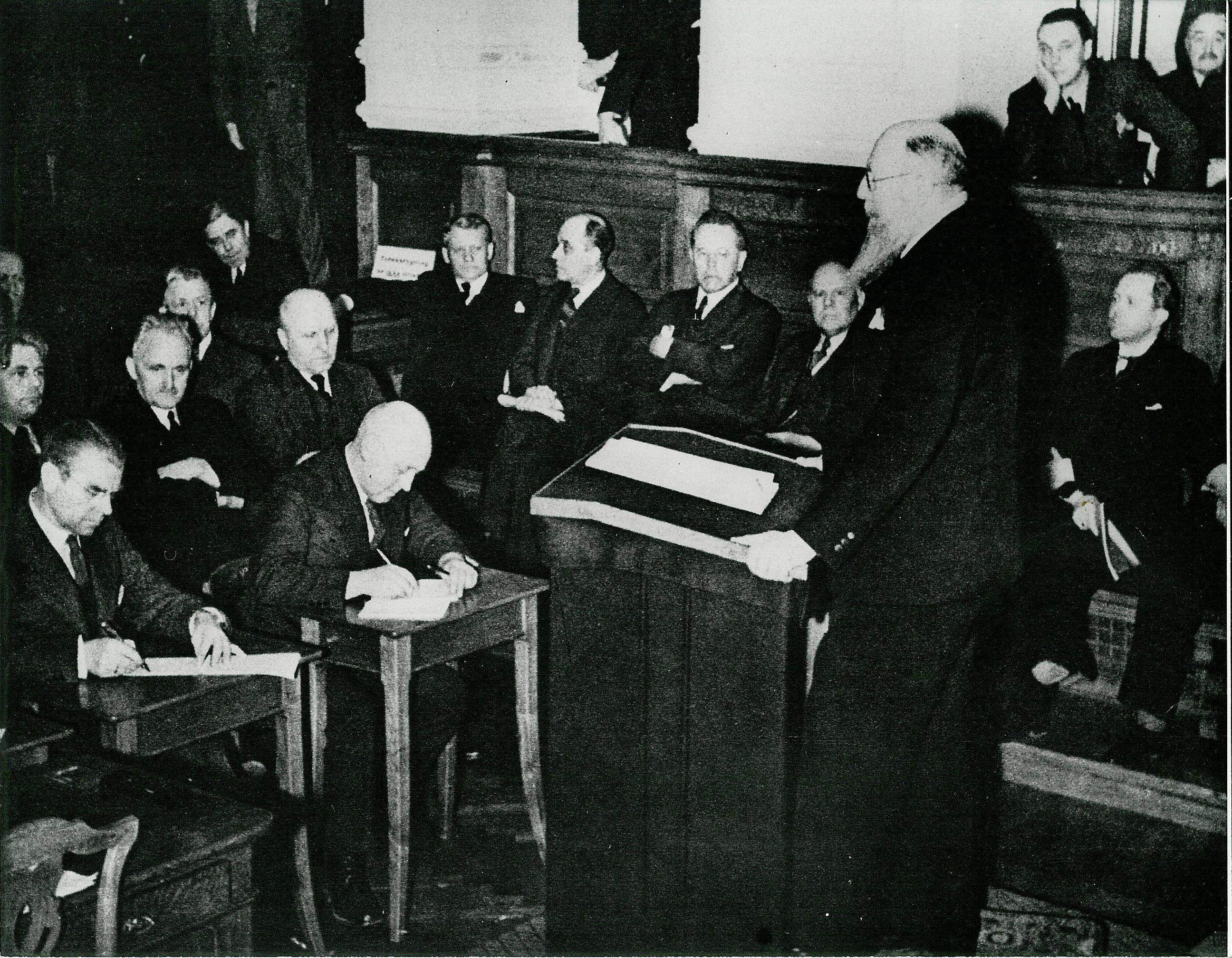
V den invaze se dánský premiér Thorvald Stauning obrací na Rigsdagen v paláci Christiansborg.

Plukovník Lunding ze zpravodajské služby Královské dánské armády později potvrdil, že dánská rozvědka věděla, že se chystá německý útok na 8. nebo 9. dubna a podle toho varovala vládu. Dánský velvyslanec v Německu Herluf Zahle vydal podobné varování, které bylo rovněž ignorováno.
V důsledku rychlého sledu událostí neměla dánská vláda dostatek času na oficiální vyhlášení války Německu. Z každého hlediska se Dánsko dostalo do neudržitelné pozice. Jeho území i počet obyvatel byly příliš malé na to, aby se po delší dobu udržely v boji proti Německu. Nečlenitý charakter krajiny Dánska mohl být snadno překonán německými tanky. Jutsko navíc na jihu přímo sousedilo se Šlesvicko-Holštýnskem a země tak byla široce otevřena německému tankovému útoku. Na rozdíl od Norska, neměla země žádná pohoří, kde by mohla být vybudována místa odporu.
Charakter krajiny Dánska byl ideální pro operace německé armády a překvapivý útok na Kodaň znemožnil jakoukoliv obranu Sjællandu. Němci také brzy získali kontrolu nad mostem klenoucím se nad průlivem Malý Belt, čímž získali přístup na druhý největší dánský ostrov Fyn. Při invazi zemřelo šestnáct dánských vojáků. Po dvou hodinách se dánská vláda vzdala v přesvědčení, že odpor je marný a doufala v uzavření výhodné dohody s Německem.
Vzhledem k relativně snadné okupaci dánského území a velkému množství mléčných výrobků si Dánsko vysloužilo přezdívku Smetanová fronta (německy: Sahnefront).

### Faerské ostrovy
Po německé okupaci Dánska britské síly provedly 12. dubna 1940 preventivní invazi na Faerské ostrovy, aby zabránily jejich obsazení německými jednotkami. Ostrovy se tak staly závislé na Spojeném království, které se začalo podílet na rybolovu a zásobovalo ostrovy potřebným zbožím.
Britové opevnili pozice na strategicky důležitých místech. Fjordy byly zaminovány a na ostrově Vágar britští ženisté vybudovali leteckou základnu. Na Faerské ostrovy bylo umístěno na osm tisíc britských vojáků. Počet obyvatel ostrovů ve stejné době byl přibližně třicet tisíc lidí. Faerské ostrovy byly opakovaně napadány německými letadly, která však působila minimální škody. Způsobily však ztrátu 25 faerských lodí a smrt 132 námořníků.

### Island
Od roku 1918 do roku 1944 byl Island samosprávný, ale dánský král Kristián X. byl oficiální hlavou Islandu. Aby předešly německé okupaci obsadily britské jednotky ostrov 10. května 1940 a v červenci 1941 jej předaly do správy v té době neutrálním Spojeným státům americkým. Island zůstal oficiálně neutrální po celou dobu druhé světové války a dne 17. června 1944 se stal zcela nezávislou republikou.

### Grónsko
Dne 9. dubna 1941 podepsal dánský velvyslanec v USA Henrik Kauffmann dohodu s USA, která jim umožnila v Grónsku stavět vojenské základy a zavdávala jim právo území Grónska bránit. Kauffmann byl v této záležitosti podporován jak dánskými diplomaty v USA, tak místními úřady v Grónsku. Podpis této smlouvy „jménem krále“ však byl očividným porušením jeho diplomatických pravomocí.

## Protektorátní vláda 1940–1943

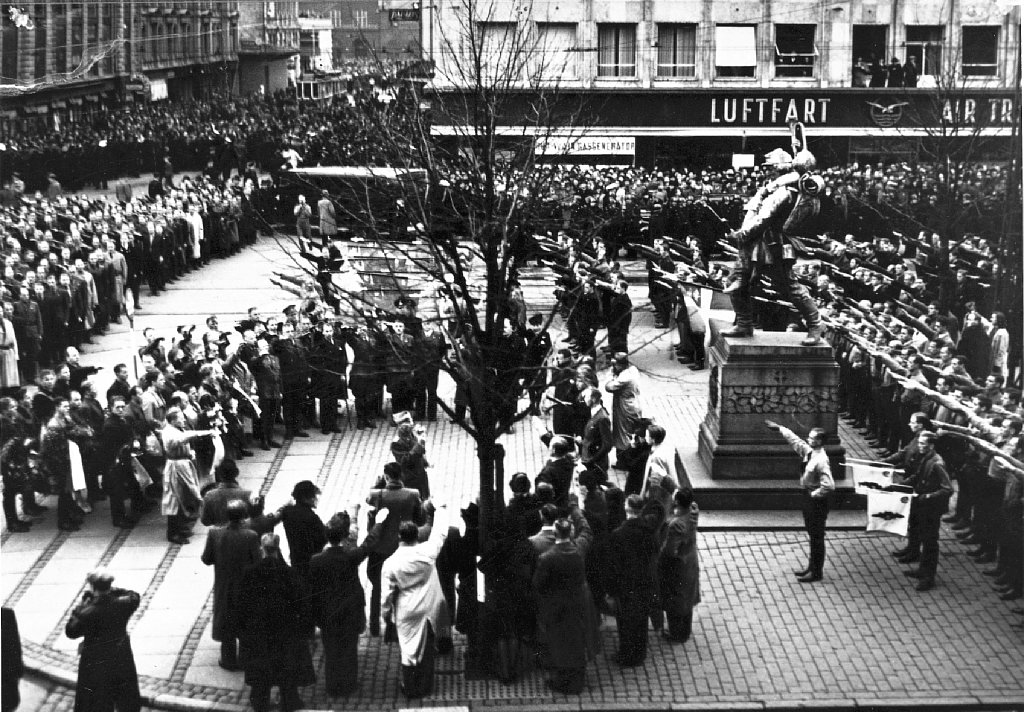
Přehlídka DNSAP dne 17. listopadu 1940. Přehlídka se konala v souvislosti se snahou této nacistické strany převzít v Dánsku moc

V důsledku kooperativního přístupu dánských úřadů němečtí představitelé tvrdili, že „budou respektovat dánskou suverenitu a územní celistvost a také neutralitu“. Německé úřady byly nakloněny k mírnějšímu postupu proti Dánsku z několika důvodů. Dánsko bylo významným producentem zemědělských produktů. Existovaly také vážné obavy, že dánská ekonomika je natolik závislá na obchodu s Británií, že by okupace vytvořila hospodářský kolaps a dánští představitelé využili tohoto strachu, aby získali včasné ústupky a rozumnou formu spolupráce. Německé úřady také doufaly, že získají propagandistické „body“ tím, že učiní Dánsko „vzorovým protektorátem“. Kromě těchto praktických důvodů nacistická rasová ideologie tvrdila, že Dánové jsou „příbuznými severskými Árijci“ a proto jim bylo možné do jisté míry důvěřovat, že zvládnou řídit své vnitřní záležitosti.
Tyto faktory dohromady umožnily Dánsku vybudovat velmi příznivý vztah s Nacistickým Německem. Vláda zůstala do značné míry nedotčena a podobně jako před okupací fungoval i parlament. Dánové tak byli schopné udržet velkou část své bývalé kontroly nad domácí politikou. V dánských rukou zůstal i policejní a soudní systém a na rozdíl od většiny okupovaných zemích zůstal král Kristián X. v zemi jako hlava státu. Německo v Dánsku oficiálně reprezentoval Reichsbevollmächtigte, tj., diplomat akreditovaný u panovníka. Tento post zastával německý diplomat Cecil von Renthe-Fink a od listopadu 1942 právník a generál Waffen-SS Werner Best.

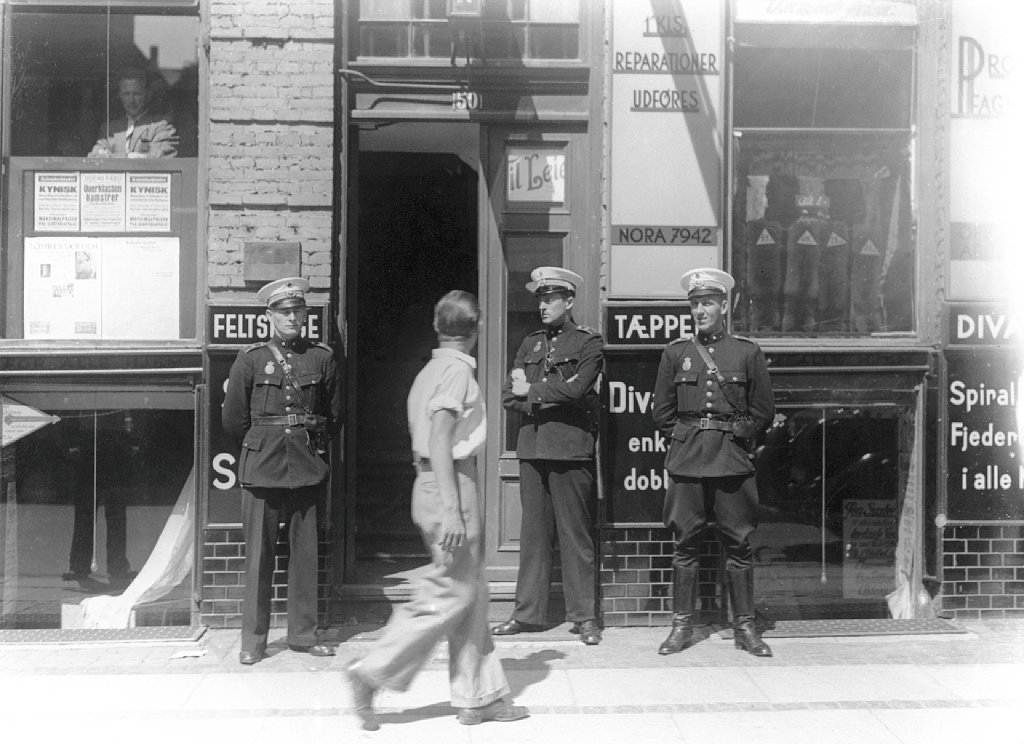
Dánští policisté stojí před ústředím Komunistické strany Dánska v Kodani, 22. června 1941

Dánské veřejné mínění obecně podporovalo novou vládu, zvláště po pádu Francie v červnu 1940. V zemi panoval obecný pocit, že nepříjemnou realitu německé okupace je třeba vzhledem k mezinárodní situaci hodnotit co nejrealističtěji. Politici si uvědomovali, že je bude stát hodně úsilí udržet pro Dánsko výsadní postavení a chtěli tomu čelit tak, že dánští politici vytvoří jednotnou frontu, takže všechny hlavní demokratické strany vytvořily novou vládu. Parlament a vláda se dohodly na úzké vzájemné spolupráci. Ačkoliv se tento systém blížil státnímu zřízení vlády jedné strany, dánská vláda zůstala reprezentativní koaliční vládou.

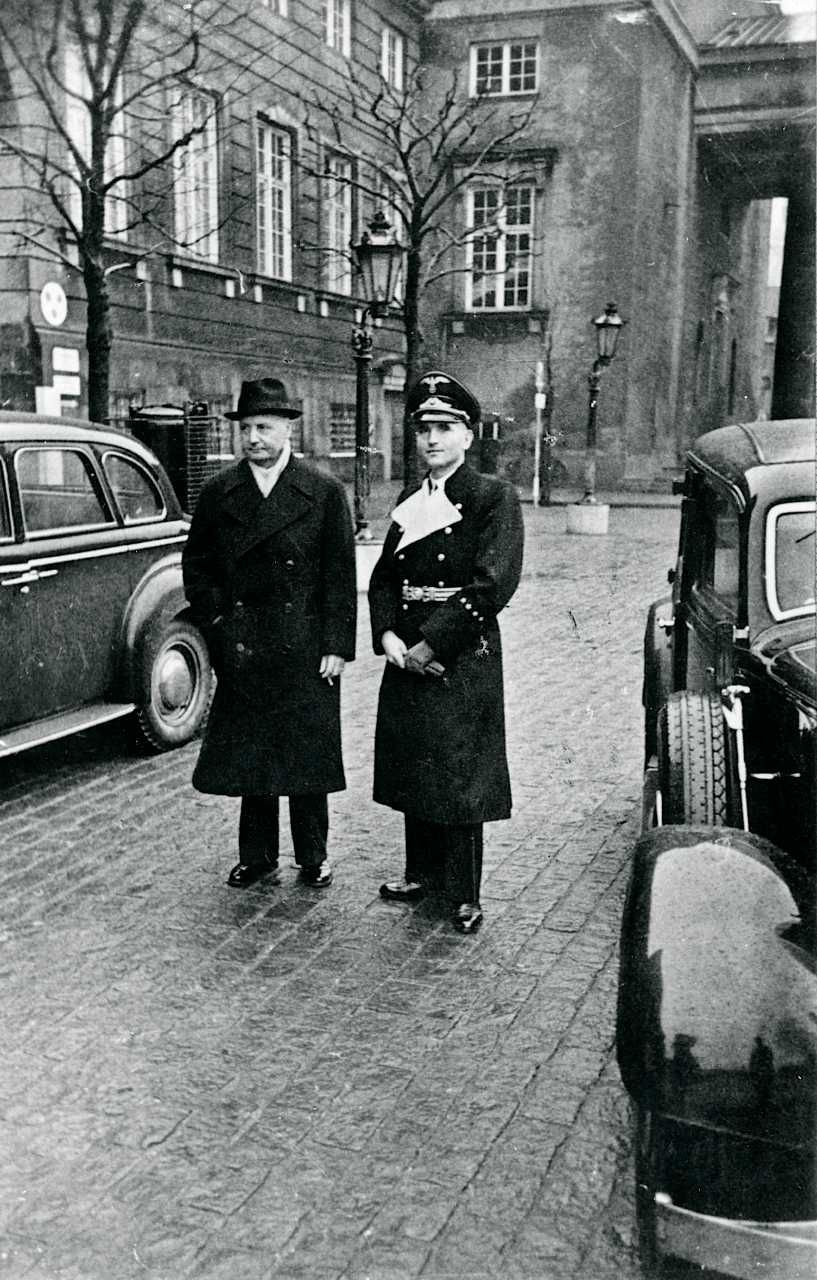
Dánský premiér Erik Scavenius s německým zplnomocněncem pro Dánsko Wernerem Bestem

Dánští politici v měsících následujících po okupaci Dánska museli s Němci vyřešit řadu problémů. Ve snaze uspokojit německé okupanty, kompromitovali dánskou demokratickou společnost několika zásadními způsoby. Novinové články a zprávy, které „by mohly ohrozit německo-dánské vztahy“ byly postaveny mimo zákon, což bylo v rozporu s dánskou ústavou zakazující cenzuru. Dne 22. června 1941 poté, co Německo zahájilo útok na Sovětský svaz, rozhodly německé úřady v Dánsku, že dánští komunisté musí být zatčeni. Dánská vláda jim vyhověla a pomocí tajných registrů dánská policie v následujících dnech zatkla 339 komunistů. Z nich bylo 246, včetně tří komunistických poslanců dánského parlamentu, uvězněno v táboře Horserød, což bylo také v rozporu s dánskou ústavou. Téhož dne dánský parlament schválil komunistický zákon, kterým byla zakázána Komunistická strana Dánska a další komunistické aktivity, čím došlo k dalšímu porušení dánské ústavy. V roce 1943 byla zhruba polovina uvězněných komunistů převezena do koncentračního tábor Stutthof, kde 22 z nich zemřelo. Po německém útoku na Sovětský svaz se Dánsko připojilo k paktu proti Kominterně. Výsledkem bylo, že mezi prvními členy dánského odboje bylo mnoho komunistů.
Dánská armáda byla do značné míry po okupaci demobilizována, i když některé jednotky zůstaly zachovány až do srpna 1943. V armádě mohlo sloužit 2 200 vojáků a 1 100 příslušníků pomocných vojsk. Většina flotily zůstala v přístavech, ale i nadále pod dánskou kontrolou. Minimálně ve dvou městech vytvořila armáda tajné úkryty zbraní. Dne 23. dubna 1940 příslušníci dánské vojenské rozvědky navázali kontakty se svými britskými kolegy prostřednictvím britské diplomatické mise ve Stockholmu a na podzim 1940 jim začali zasílat zpravodajské zprávy. Tento provoz se stal pravidelným a pokračoval až do rozpuštění dánské armády v roce 1943. Po osvobození Dánska popsal britský polní maršál Bernard Montgomery zpravodajské informace shromážděné v této zemi za „bezkonkurenční“.

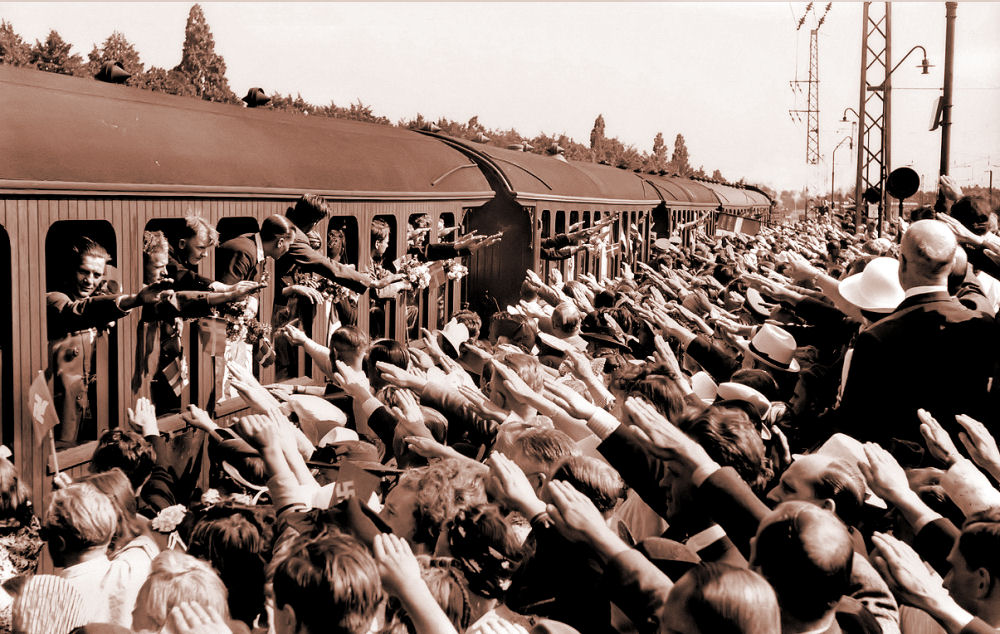
Dobrovolníci z Frikorps Danmark odjíždí z kodaňského nádraží Hllerup bojovat na východní frontě, 1941

Na oplátku za tyto ústupky dánský vládní kabinet odmítl německé požadavky na zavedení legislativy diskriminující dánskou židovskou menšinu. Rovněž byly odmítnuty požadavky na zavedení trestu smrti. Vláda odmítla i požadavek, aby německé vojenské soudy získaly jurisdikci nad dánskými občany a ani nepřevedla dánské vojenské jednotky do německé armády.
Stauning zůstal předsedou vlády až do své smrti v roce 1942 a to jako šéf koaličního kabinetu zahrnujícího všechny hlavní politické strany (s výjimkou malé nacistické strany a komunistické strany, jenž byla roku 1941 postavena mimo zákon). Stauning byl nakrátko nahrazen Vilhelmem Buhlem, který však byl brzy nahrazen ministrem zahraničních věcí Erikem Scaveniusem, který byl během celé války hlavním spojením mezi Dánskem a nacistickými úřady. Scavenius byl diplomat nikoliv zvolený politik a měl elitářský přístup k vládě. Obával se, že emotivní veřejné mínění destabilizuje jeho pokusy o kompromis mezi dánskou suverenitou a realitou německé okupace. Scavenis byl po válce obviňován především členy aktivního odboje, že ohrožoval národní hrdost Dánska a bránil působení odboje v zemi, ale sám se cítil za nejzarytějšího obránce Dánska. Svá obvinění považoval za snahu některých jedinců o vybudování si vlastní pověsti či politické kariéry prostřednictvím emotivního působení na veřejnost.

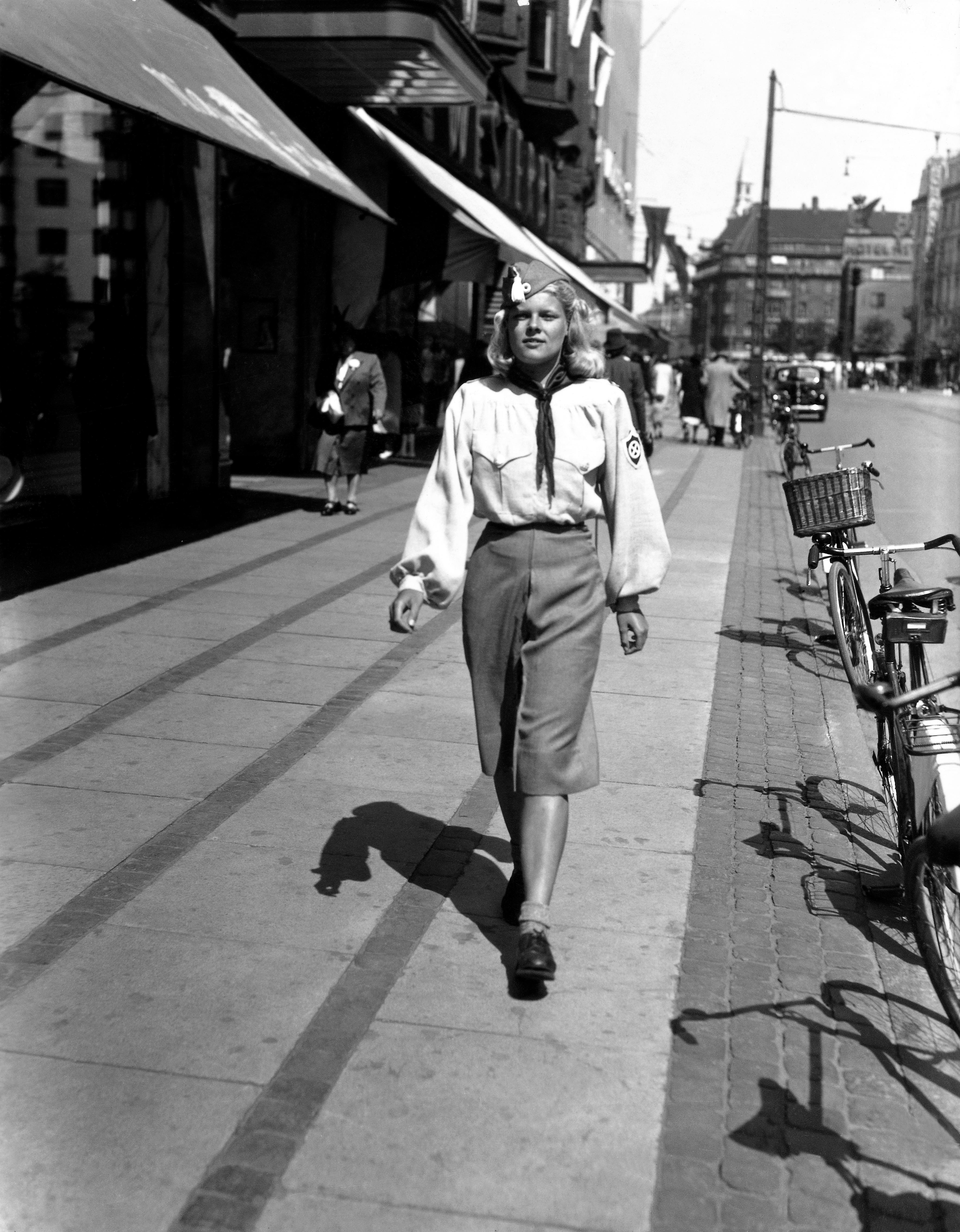
Příslušnice Danmarks Nationalsocialistiske Ungdom, 1941

Dánské úřady dokázaly využít svého kooperativního postoje k získání důležitých ústupků pro svou zemi. Neustále odmítaly vstoupit do celní a měnové unie s Německem. Obávaly se nejen negativních dopadů na dánskou ekonomiku, ale i negativních dopadů na politickou situaci. Ani němečtí představitelé násilně neprosazovali v Dánsku tyto reformy na rozdíl od jiných zemích, které okupovali. Dánská vláda byla také schopná zastavit jednání o návratu Jižního Jutska k Německu, zakázat „uniformované pochody uzavřených společností“, které by usnadnily nacionalistickou německou a dánskou nacistickou agitaci, vyloučit národní socialisty z vlády a uprostřed války uspořádat relativně svobodné volby s jednoznačně protinacistickými výsledky. Dánští vojenští důstojníci měli také přístup k citlivým německým informacím, které pod vládním krytím předávali spojencům.
Ekonomické důsledky okupace byly také zmírněny německo-dánskou spoluprací. Inflace v prvním roce války prudce stoupla, protože německá armáda utratila v Dánsku velké množství německé vojenské měny, zejména na vybudování vojenských zařízení a nasazení vojska. Kvůli okupaci byla Národní banka Dánska nucena vyměnit německou měnu za dánské bankovky, čímž fakticky Němcům poskytla obrovskou nezajištěnou půjčku s pouze vágními sliby, že peníze budou nakonec vyplaceny, což se nikdy nestalo. Dánská vláda byla později schopná znovu vyjednat libovolný směnný kurz mezi německou vojenskou měnou a dánskou korunou, aby se tento problém snížil.
Nejvíce zmiňovaným úspěchem dánské politiky vůči Německu je ochrana židovské menšiny v Dánsku. Vláda neustále odmítala přijmout německé požadavky týkající se Židů. Úřady nepřijaly diskriminační zákony a židovská práva v zemi zůstala zachována jako u zbytku populace. I když Němci se situací byli čím dál nespokojenější, i německý zmocněnec v Dánsku a důstojník gestapa Werner Best v listopadu 1942 konstatoval, že jakýkoliv pokus o odstranění dánských Židů by výrazně narušil vztah mezi oběma vládami a doporučil, aby nebyly proti dánským Židům podniknuty žádné kroky.
Dánský král zůstal po celou dobu trvání války v zemi, v čemž viděli jeho poddaní symbol jeho odvahy, které si velmi cenili.

### Kolaboranti

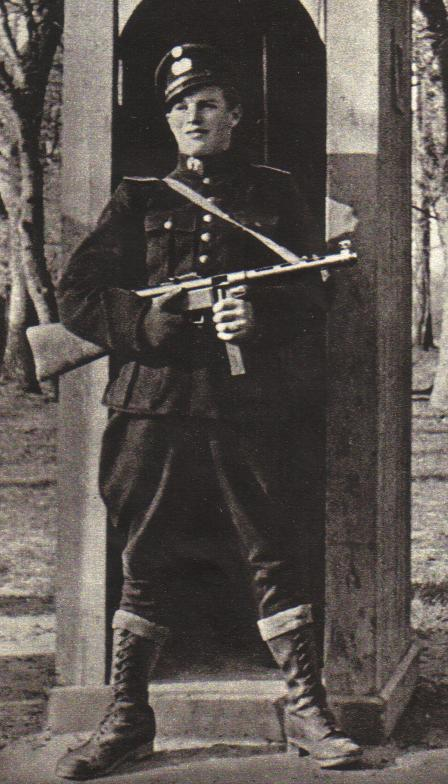
Ozbrojený policista ze Sboru HIPO, 1944/1945

Národně socialistická dělnická strana Dánska (DNSAP) byla největší nacistickou stranou v Dánsku a to jak v předválečném období, tak během celé druhé světové války. Další formou kolaborace bylo působení ve Sboru HIPO, dánském pomocném policejním sboru, který byl 19. září 1944 zřízen německým gestapem. V té době byla dánská civilní policie rozpuštěna a většina jejích důstojníků byla zatčena a deportována do koncentračních táborů v Německu. Většina příslušníků sboru byla rekrutována z řad dánských nacistických kolaborantů. S německými silami kolaborovali i příslušníci Skupiny Peter, která byla polovojenskou skupinou vytvořenou na konci roku 1943.

#### Frikorps Danmark
Dne 29. června 1941, několik dní po zahájení Operace Barbarossa, byl zformován Frikorps Danmark, sbor dánských dobrovolníků pro nasazení na východní frontě. Sbor byl založen z iniciativy Schutzstaffel a DNSAP. Obě organizace se obrátily na podplukovníka dánské armády Christiana Pedera Kryssinga. Nacistické noviny Fædrelandet oznámily zformování sboru dne 29. června 1941.
Podle dánských zákonů nebylo nelegální vstoupit do cizí armády, ale aktivní nábor do cizí armády na dánském území nezákonný byl. Waffen-SS tento zákon nerespektovaly a zahájily nábor, a to především mezi dánskými nacisty a příslušníky německy hovořící menšiny. Dánská vláda se snažila přesvědčit Němce, aby nepřijímali do jednotek nezletilé chlapce. Generál Prior hodlal odstranit z velení Kryssinga a jeho zástupce a rozhodl se záležitost konzultovat s dánskou vládou. Dne 2. července 1941 vláda souhlasila s jeho odstraněním, ale rozhodnutí bylo změněno po návratu Erika Scaneviuse z jednání s Renthe-Finkem s oznámením, že s ním dosáhl dohody. Vláda vzala pouze na vědomí vznik sboru a působení v něm nijak nesankcionovala. V červenci 1941 si Heinrich Himmler stěžoval, že se Dánsko prakticky snaží zastavit nábor do jednotky s tím, že kdokoliv se k ní z dánských vojáků přidá, dopouští se podle dánské vlády zrady. Vláda později nařídila armádě i námořnictvu, aby svým příslušníkům nebránila ve vstupu do Frikorps Danmark.
Podle průzkumu z roku 1998 byl průměrným příslušníkem Frikorps Danmark nacista, příslušník německé menšiny v Dánsku nebo obojí a že nábor byl sociálně velmi široký. Historik Bo Lidegaard poznamenal, že vztah mezi obyvatelstvem a sborem byl velmi chladný a legionáři se setkávali s obrovským opovržením ze strany civilistů. Z šesti tisíc dánských občanů, kteří se přihlásili ke službě v německých silách jich 1 500 patřilo k německé menšině.

### Pakt proti Kominterně

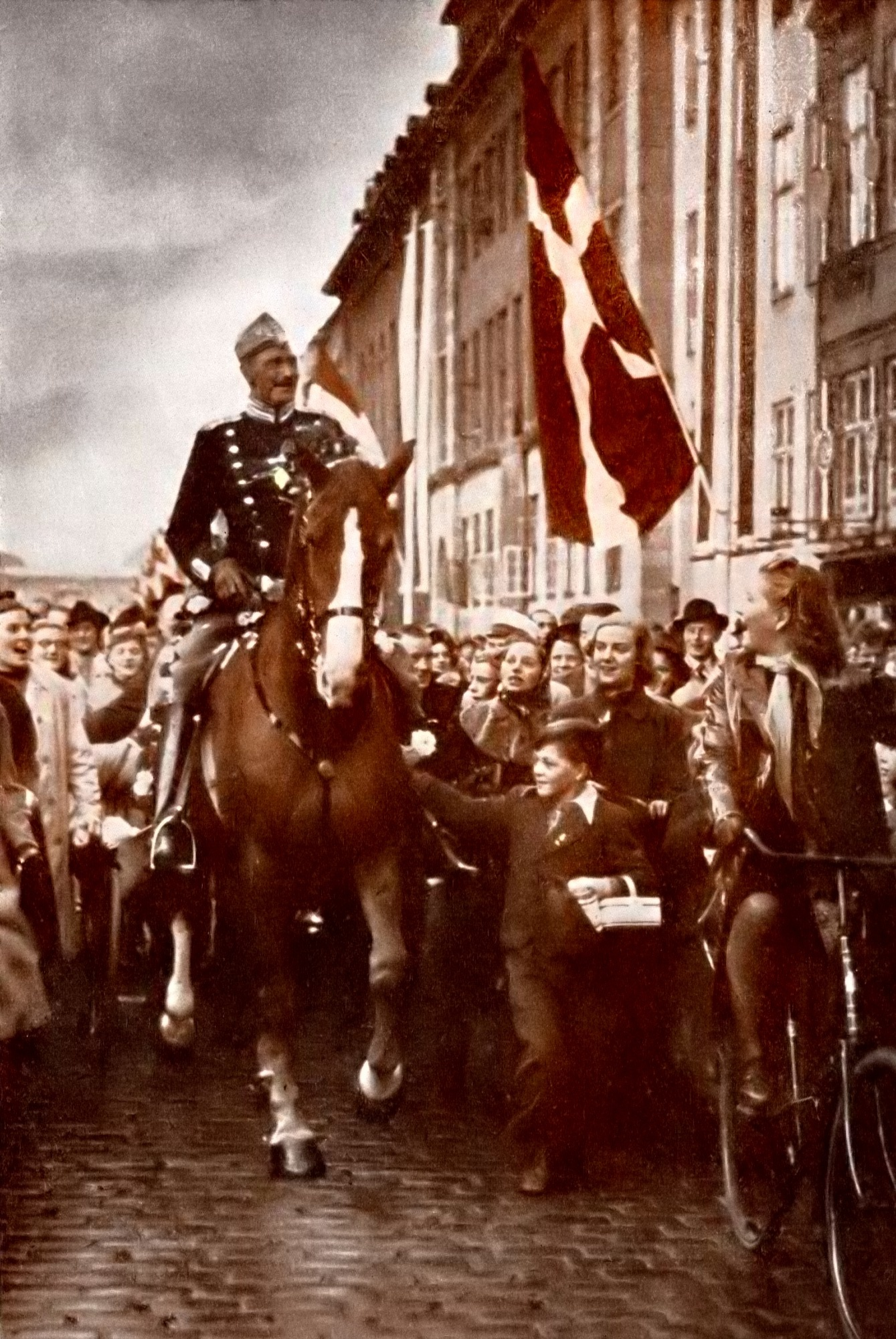
Král Kristián X. během oslavy svých narozenin v roce 1940 v ulicích města Kodaň.

Dne 20. listopadu 1941 dostala dánská vláda „pozvání“, aby se připojila k paktu proti Kominterně. Finsko neochotně k tomuto paktu přistoupilo 25. listopadu 1941 a uvedlo, že předpokládá, že tak učiní i Dánsko, čímž vlastně podmínilo svou vlastní účast. Erik Scavenius zastával názor, aby byl pakt podepsán, ale vládní ministři to odmítli s tím, že by to porušilo jejich politiku neutrality. Scavenius oznámil toto stanovisko Ranthe-Finkovi. Ten 21. listopadu 1941 oznámil, že by „Německo nebylo schopno porozumět“ dánskému odmítnutí a požadoval, aby toto rozhodnutí bylo do druhého dne přehodnoceno. Ujistil také Scaveniuse, že pakt neobsahuje žádné politické ani jiné závazky, tedy že jeho podepsání neznamená, že by Dánsko muselo vyhlásit Sovětskému svazu válku. Dánsko sestavilo čtyři podmínky tak, aby se svým podpisem zavázalo pouze „policejním akcím“ na svém území a že dánský národ zůstal i nadále v konfliktu neutrální stranou. Německo souhlasilo s dánskými podmínkami za předpokladu, že protokol nebude zveřejněn, což mělo původně dánské ministerstvo zahraničí v úmyslu.
Když došla Německu s dánským otálením trpělivost, zavolal 23. listopadu 1941 Joachim von Ribbentrop do Kodaně a pohrozil „zrušením mírové okupace“, pokud se Dánsko k paktu nepřidá. Ve stejný den byl Wehrmacht v Dánsku uveden do pohotovosti a Renthe-Fink se ráno setkal se Stauningem a ministrem zahraničí Munchem. Na schůzce zaznělo, že pokud by nebyly splněny německé požadavky, přestalo by se Německo „cítit zavázáno sliby danými 9. dubna 1940“. Hrozil tak válečný stav, nacistická vláda a rozpad územní celistvosti.

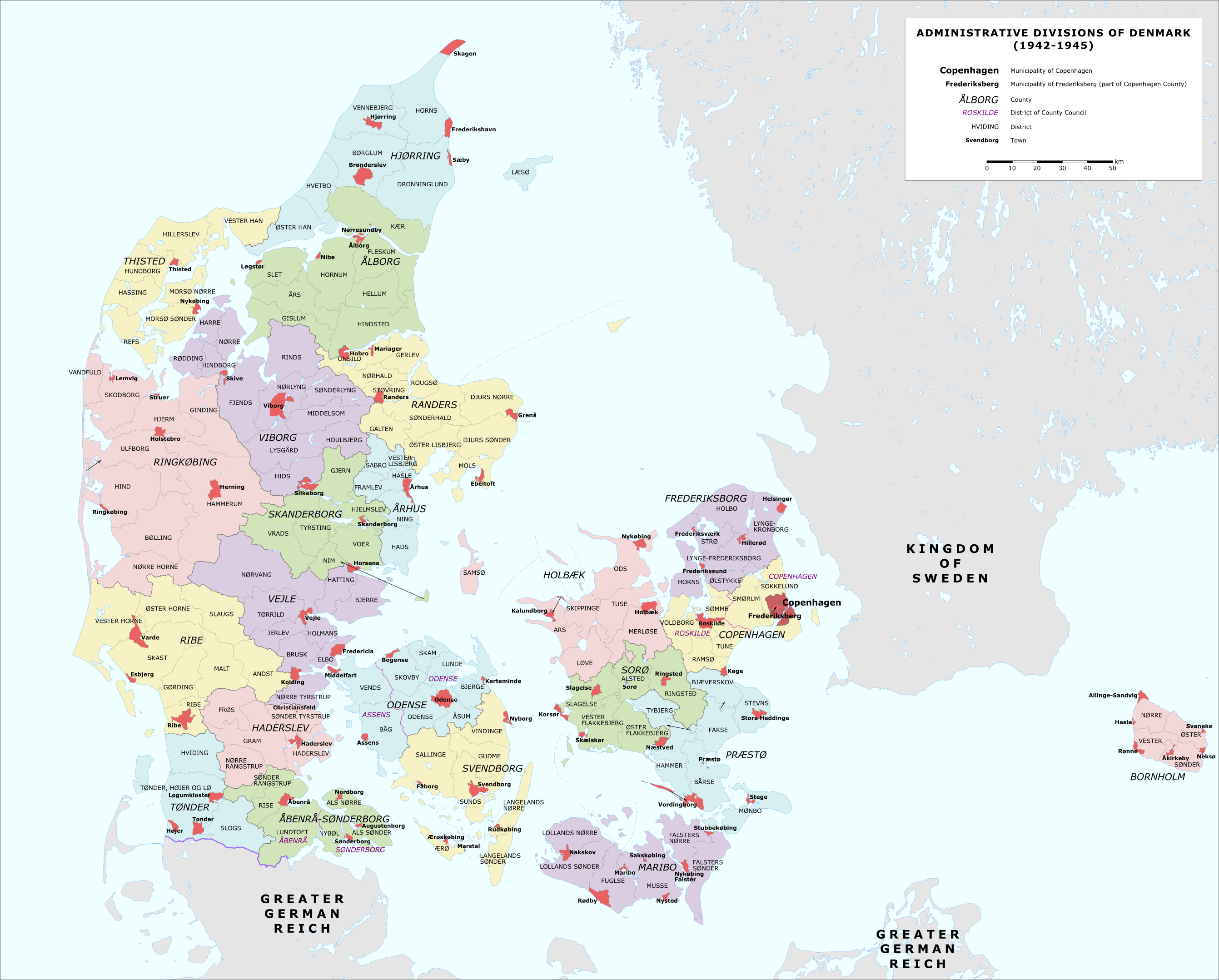
Administrativní mapa Dánského království během německé okupace

Scavenius dorazil do Berlína 24. listopadu 1941, kde se setkal s Renthe-Finkem, který ho informoval že dle Ribbentropa došlo k údajnému nedorozumění ohledně čtyř klauzulí s dánskými podmínkami, a že budou ze smlouvy vypuštěny. Scavenius měl přísně určený mandát v dané záležitosti, aby příslušné podmínky neměnil, ale byl ochoten znovu otevřít jednání. S tímto postojem byl Ribbentrop silně nespokojen. Úkolem jednání byl pověřen německý diplomat Ernst von Weizsäcker, který měl s Dánskem vyjednat kompromis. Výsledkem bylo, že čtyři klauzule zůstaly zachovány, ale pouze jako jednostranná dánská deklarace. Scavenius nakonec pakt podepsal.
Když se zpráva o podpisu paktu dostala do Dánska, pobouřila obyvatelstvo a okamžitě se šířily zvěsti o tom, k čemu se tím země zavázala. Vláda pro jistotu vyslala vozidlo, aby vyzvedlo Scavenia u trajektu, aby nemusel jet sám vlakem do Kodaně. Zároveň se před dánským parlamentem shromáždila velká demonstrace vedená ministrem spravedlnosti Eigilem Thunem Jacobsenem. Ten vystoupil s tím, že se mu nelíbí pohled na dánské policisty, kterak mlátí studenty zpívající vlastenecké písně. Po svém návratu do Kodaně přiměl Scavenius vládu k diskuzi o hranicích ve vztazích s Německem, které by jednou pro vždy vytyčily hranici, za kterou by dánská vláda nebyla ochotna zajít. Vláda vyslovila tři požadavky, ze kterých nebyla ochotna ustoupit. Požadavek na neexistenci zákonů diskriminujících místní Židy, země by se nikdy neměla připojit k paktu Osa Berlín-Řím-Tokio a že žádná jednotka dánské armády by neměla bojovat proti zahraničním silám.

### Telegramová krize v roce 1942
V říjnu 1942 Adolf Hitler poslal králi Kristiánovi X. dlouhý, lichotivý telegram s přáním k narozeninám. Král odpověděl jednoduchou větou Spreche Meinen besten Dank aus. Chr. Rex. Tato odpověď Führera rozlítila. Hitler okamžitě odvolal německého velvyslance a vypověděl dánského velvyslance z Německa. Zplnomocněnec Německa Renthe-Fink byl nahrazen Wernerem Bestem a byly vydány rozkazy k zásahu v Dánsku. Hitler také požadoval, aby se předsedou vlády stal Erik Scavenius a všechna zbývající dánská vojska byla vykázána z Jutska.

## Vzrůstající odpor proti srpnové krizi 1943

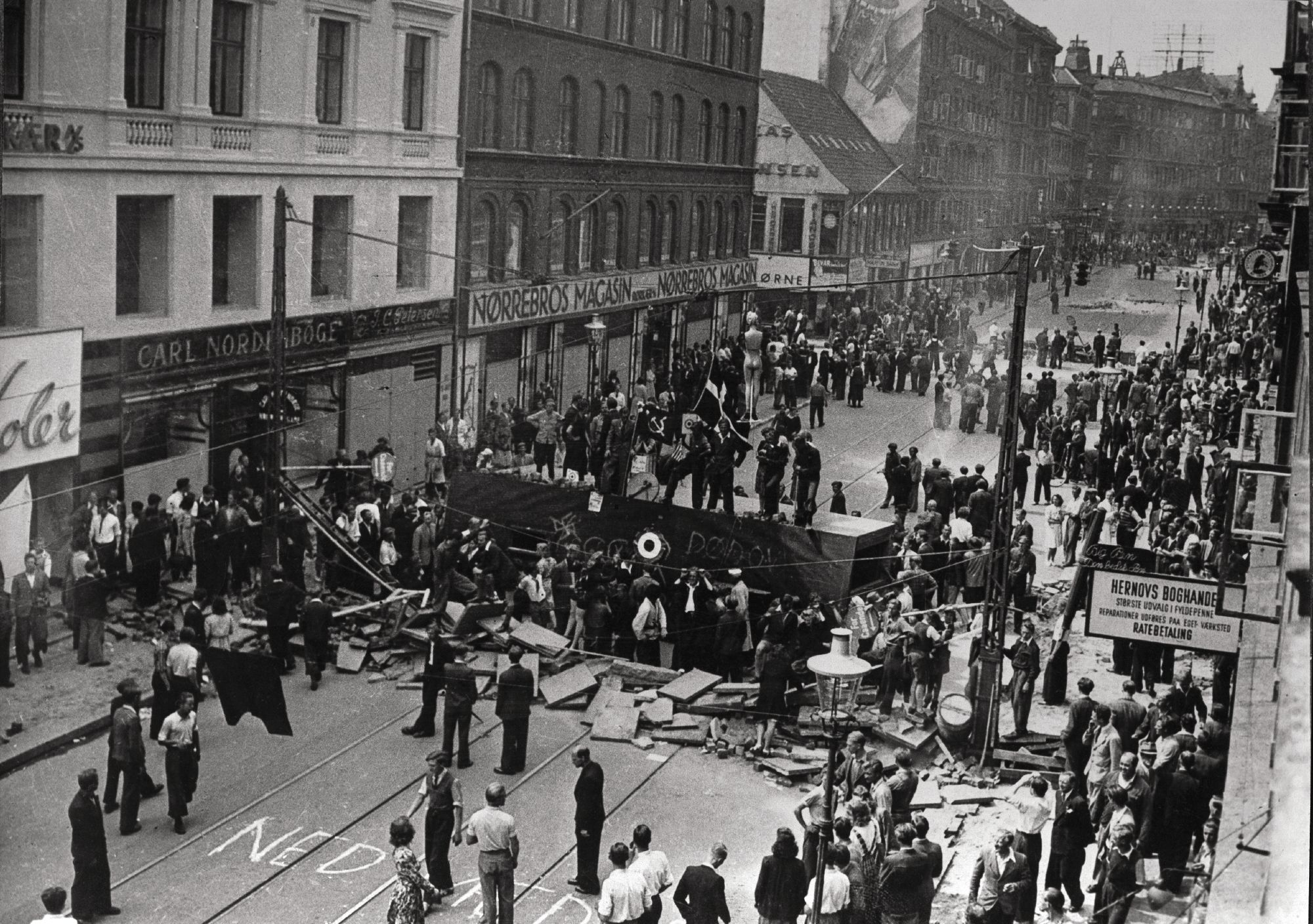
Barikády v Kodani, které byly vybudovány během generální stávky v červenci 1944.

Jak se válka protahovala, dánské obyvatelstvo bylo vůči Němců čím dál nepřátelštější. Vojáci umístění v Dánsku považovali většinu místního obyvatelstva za odtažitou od samého začátku okupace, ale jejich ochota spolupracovat vedla k tomu, že vztahy fungovaly. Dánská vláda se snažila obyvatelstvo odradit od sabotáží a násilného odporu proti okupaci, ale na podzim roku 1942 počty násilných činů odporu neustále rostly až do té míry, že Německo poprvé prohlásilo Dánsko za „nepřátelské území.“ Po prohraných bitvách u Stalingradu a druhé bitvy u El Alameinu počet konfliktů rychle narůstal.
V březnu 1943 Němci povolili konání všeobecných voleb. Volební účast byla 89,5 %, což byla nejvyšší hodnota v dějinách konání voleb v Dánsku. 94 % voličů odevzdalo svůj hlas pro jednu z demokratických stran. Pro stranu Dánská jednota (Dansk Samling) vystupující proti politice spolupráce hlasovalo 2,2 % voličů. Kolaborantská Národně sociální dělnická strana Dánska získala 2,1 % hlasů.
Volby, nespokojenost a rostoucí pocit optimismu, že bude Německo poraženo, vedly v létě 1943 k rozsáhlým stávkám a občanským nepokojům. Dánská vláda odmítla nastalou situaci řešit způsobem, který by uspokojil Němce, kteří 28. srpna 1943 předložili vládě ultimátum, včetně požadavků na zákaz shromažďování lidí na veřejnosti, zákaz stávek, zavedení zákazu vycházení, cenzura měla být prováděna s německou pomocí a měly být zavedeny speciální německé vojenské soudy a v případě sabotáží měl být zaveden trest smrti. Kromě toho bylo městu Odense uloženo zaplatit pokutu milion dánských korun za smrt německého vojáka.

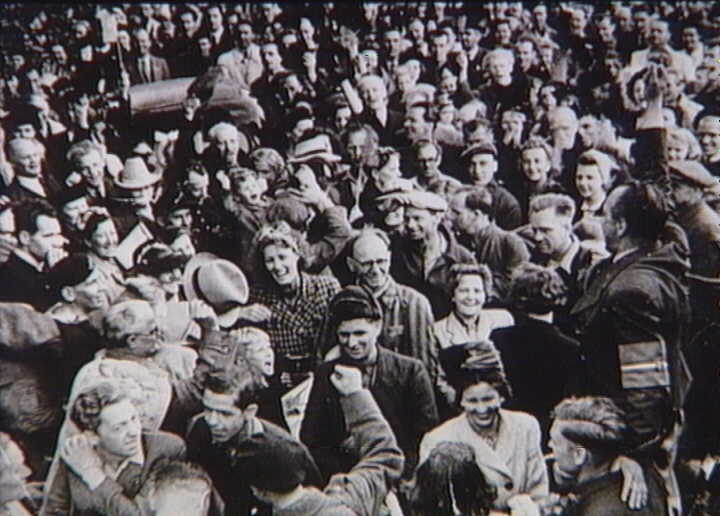
Návrat vězňů z koncentračního tábora Stutthof do Kodaně, červen 1945

Dánská vláda německé požadavky odmítla a Němci vládu 29. srpna 1943 oficiálně rozpustili a zavedli stanné právo. Vláda podala svou rezignaci, ale vzhledem k tomu, že ji dánský král nikdy nepřijal, fungovala vláda de iure až do konce války. Ve skutečnosti, z velké části díky iniciativě tajemníka ministra zahraničních věcí Nilse Svenningsena, byly každodenní záležitosti předány stálým tajemníkům, z nichž každý účinně řídil své vlastní ministerstvo. Němci spravovali zbytek země a dánský parlament se po zbytek okupace nesešel. Protože za všechny záležitosti při jednání s Němci odpovídalo ministerstvo zahraničních věcí, měl Nils Svenningsen ve vládě vedoucí postavení.
V očekávání německé operace Safari, dostali kapitáni plavidel dánského královského námořnictva rozkazy, aby se pokusili odolávat jakýmkoliv německým pokusům převzít kontrolu nad svými plavidly. Dánskému námořnictvu se podařilo potopit 32 svých větších lodí, zatímco Německo jich zabavilo 14 a dalších 50 menších plavidel. Němcům se později podařilo vyzvednout a opravit 15 z potopených lodí. Během potápění dánské flotily bylo nařízeno řadě plavidel pokusit se o útěk do švédských vod a 13 plavidlům se tento pokus podařil. Čtyři z těchto lodí patřili k větším vojenským lodím. Dvě z větších dánských plavidel zůstala v bezpečném přístavu v Grónsku.
Pobřežní bitevní loď HDMS Niels Juel se pokusila dostat z Ise Fjordu, ale byla napadena Stukami a donucena najet na mělčinu. Na podzim roku 1944 lodě ve Švédsku oficiálně vytvořily dánskou námořní flotilu v exilu. V roce 1943 švédské úřady dovolili 500 dánským vojákům podstoupit „policejní výcvik“. Na podzim roku 1944 jich bylo vycvičeno téměř pět tisíc a celou jednotku uznalo za dánskou exilovou formaci, známou jako Dánská brigáda, nebo Dánská brigáda ve Švédsku. Dánská spolupráce pokračovala na administrativní úrovni, přičemž dánská byrokracie fungovala pod německým velením.

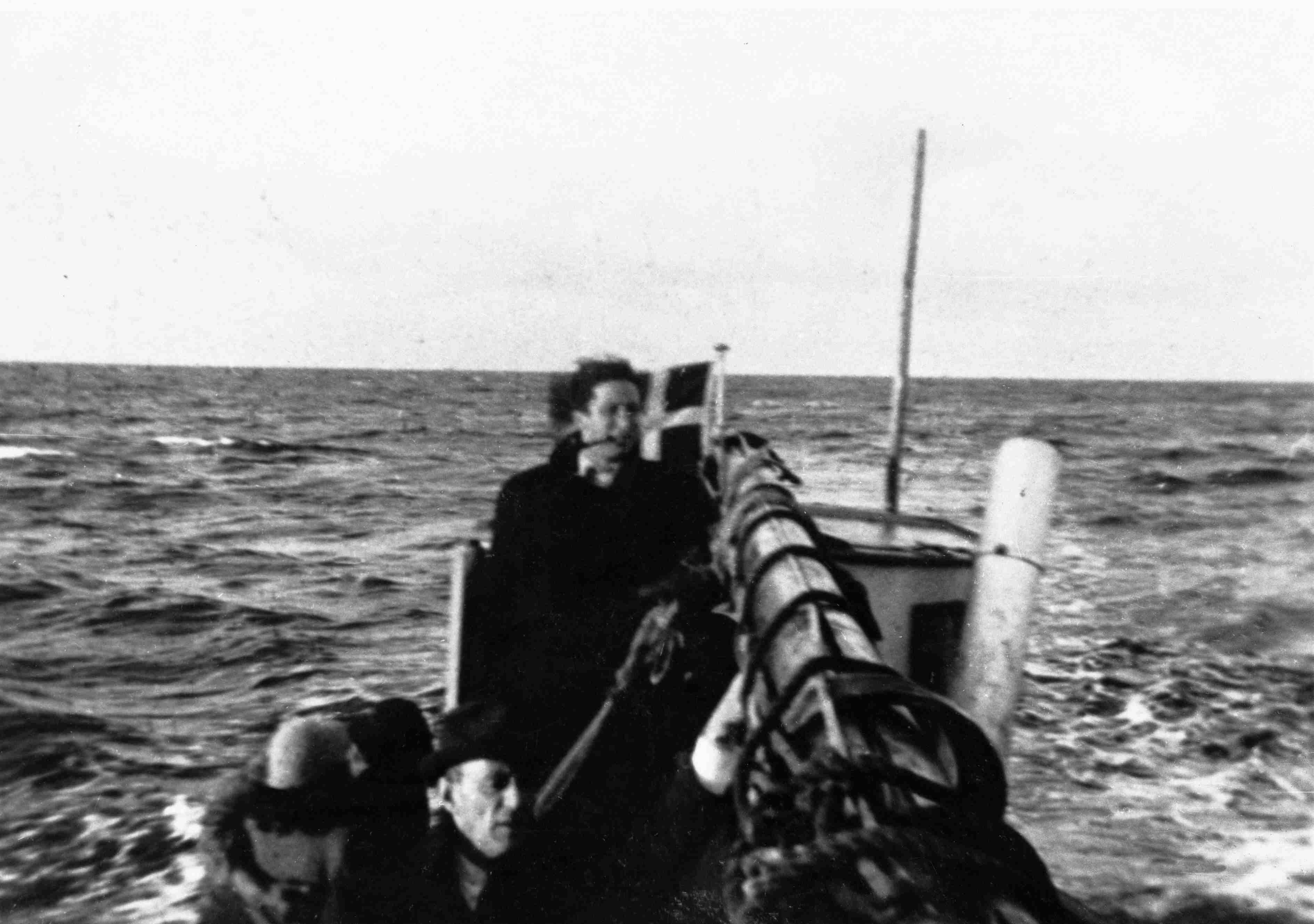
Loď s židovskými uprchlíky směřujícími z dánského Falsteru do švédského Ystadu, 1943

V září 1943 se v dánské Danmarks Frihedsråd seskupila řada odbojových hnutí a rada sloužila ke koordinaci odbojové činnosti. Vysoce postaveným odpůrcem německé okupace byl bývalý ministr John Christmas Møller, který uprchl do Anglie v roce 1942 a stal se populárním komentátorem v národním vysílání BBC.
V říjnu 1943 se Němci rozhodli odstranit z Dánska všechny místní Židy, ale díky úniku informací od německého diplomata Georga Ferdinanda Duckwitze a díky rychlému zásahu dánských civilistů byla drtivá většina dánských Židů zachráněna a transportována do bezpečí v neutrálním Švédsku pomocí rybářských a motorových člunů. Celá evakuace trvala dva měsíce.
S rozpuštěním dánské vlády se také zvýšil počet akcí odboje. Například v den D byla narušena vlaková síť v Dánsku, což zdržovalo příchod německých posil do Normandie. Byla také zřízena podzemní vláda a vydávány nezákonné tiskoviny.
Nils Svenningsen v lednu 1944 navrhl zřízení dánského tábora, aby se zabránilo deportacím do Německa. Werner Best tento návrh přijal, ale podmínkou bylo, aby byl tábor vybudován poblíž německých hranic. Vězeňský tábor Frøslev byl zřízen v srpnu 1944. Výstavba tábora měla za jediný cíl udržet dánské Židy a další vězně na území Dánska. Gestapo také mělo jen malou důvěru v dánskou policii, která měla přibližně deset tisíc příslušníků. Dne 19. září 1944 bylo 1 960 z nich zatčeno a deportováno do Německa.

## Ekonomika
Během války čelilo Dánsko velkým ekonomickým problémům. Ekonomiku Dánska zásadně poškodily rostoucí náklady na dovoz surovin, jako bylo uhlí a ropa. Kromě toho Dánsko ve stejné chvíli ztratilo svého hlavního obchodního partnera, Spojené království. Během let okupace byla dánská ekonomika čím dál více laděna k plnění německých požadavků, které si žádaly především zemědělské produkty. Dánské úřady také iniciovaly jednání o zavedení celní unie, ale tato myšlenka ztroskotala na požadavku zrušení dánské koruny.
Blokáda uvalená na Německo zasáhla i Dánsko s rozsáhlými důsledky. Země neměla prakticky žádné vlastní přírodní zdroje a byla proto vůči těmto cenovým skokům a nedostatku surovin velmi zranitelná. Vláda předvídala možnost nedostatku uhlí a ropy a před válkou si vytvořila určité zásoby, což v kombinaci s přídělovým systémem zmírnilo dopad na dánskou ekonomiku. S přihlédnutím k narušení evropské obchodní sítě a ve srovnání s dalšími zeměmi si Dánsko nevedlo během války nejhůře.
Některé části si vedly během války dokonce natolik dobře, že byly obviňovány z profitu na válce. Po válce byla snaha najít a potrestat válečné prospěcháře, ale dánské snahy měly mnohem menší dopad než v jiných zemích, což bylo do značné míry dáno obecným přijetím názoru realistické potřeby spolupráce s Německem během války. Německo si také během války z dánské ekonomiky vzalo mnohem více prostředků, než do ní vložilo. Německý dluh vůči Dánsku se nahromadil kvůli dohodě s dánskou centrální bankou, ve které německé okupační síly mohly čerpat speciální úvěr, aby mohly platit své účty od dánských dodavatelů. Podobným způsobem bylo placeno i za značnou část dánského exportu do Německa. Dánové tuto dohodu přijali z obav, že si němečtí vojáci opatří potřebné zboží sami bez placení a také z obav z konfliktů, které by poté mohly následovat.

### Poválečná měnová reforma
Národní banka Dánska odhaduje, že okupace vedla k tomu, že tiskárna zvýšila oběživo ze 400 milionů na 1600 milionů dánských korun, přičemž velká část skončila v rukou lidí profitujících na válce. V červenci 1945 dánský parlament přijal mimořádný zákon, který inicioval měnovou reformu, čímž byly zneplatněny všechny staré bankovky. Několik zaměstnanců národní banky tajně zahájilo výrobu nových bankovek na konci roku 1943. O této činnosti neměly německé úřady povědomí. Na jaře roku 1945 bylo v bance dostatek nových bankovek, aby mohla být provedena měnová reforma.
Nutný zákon byl urychleně přijat v pátek 20. července 1945 a zveřejněn ve stejný den. O víkendu také zavřely všechny obchody. V pondělí 23. července 1945 byly všechny staré bankovky oficiálně postaveny mimo zákon a všechny bankovky, které nebyly do banky dodány do 30. července 1945 ztratily svou hodnotu. Tento zákon umožnil každému dánskému občanovi vyměnit 100 dánských korun za nové bankovky bez jakýchkoliv otázek. Pokud vlastník většího obnosu až do 500 dánských korun podepsal čestné prohlášení vysvětlující původ finanční částky, byla mu i tato částka vyměněna za nové bankovky. Jakýkoliv obnos přesahující částku 500 dánských korun měla být uložena na vázaný bankovní účet a uvolněn až po kontrole daňových úředníků, kteří prozkoumali platnost prohlášení o původu prostředků. Rovněž byly zkontrolovány všechny existující bankovní účty. Aby se předešlo k opakované výměně starých bankovek za nové stejnou osobou, musel být při výměně odevzdán přídělový lístek, který byl již dříve vydán v jiném kontextu.

## Konec války

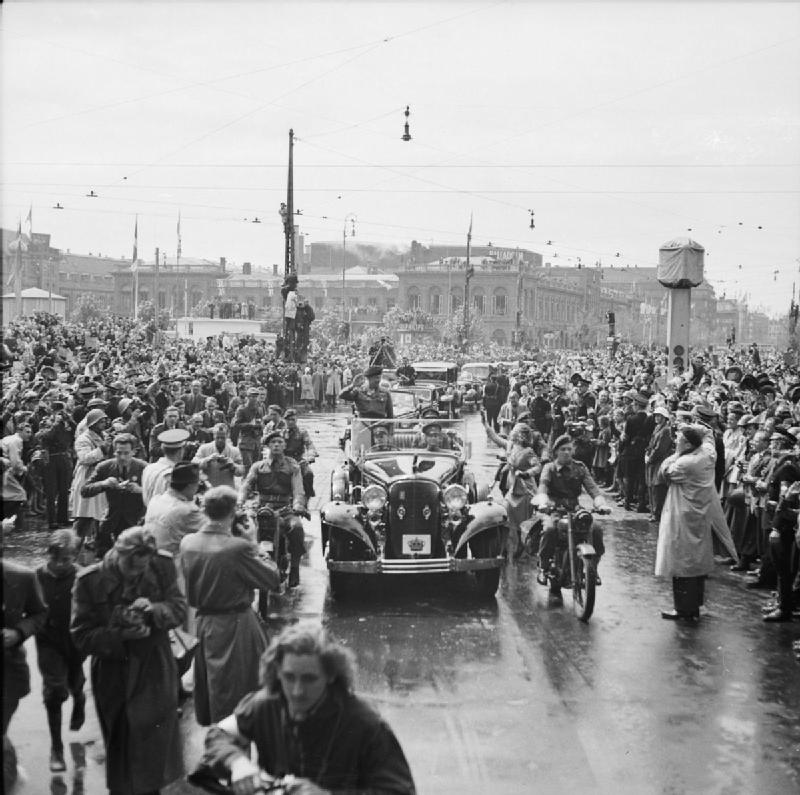
Tisíce Dánů vyšlo do ulic vítat polního maršála Bernarda Montgomeryho během jeho průjezdu Kodaní, 1945

Většina Dánska byla osvobozena z německé nadvlády v květnu 1945 britskými silami pod velením polního maršála Bernarda Montgomeryho. Nejvýchodnější dánský ostrov Bornholm byl osvobozen sovětskými jednotkami, které tam následně zůstaly téměř rok.

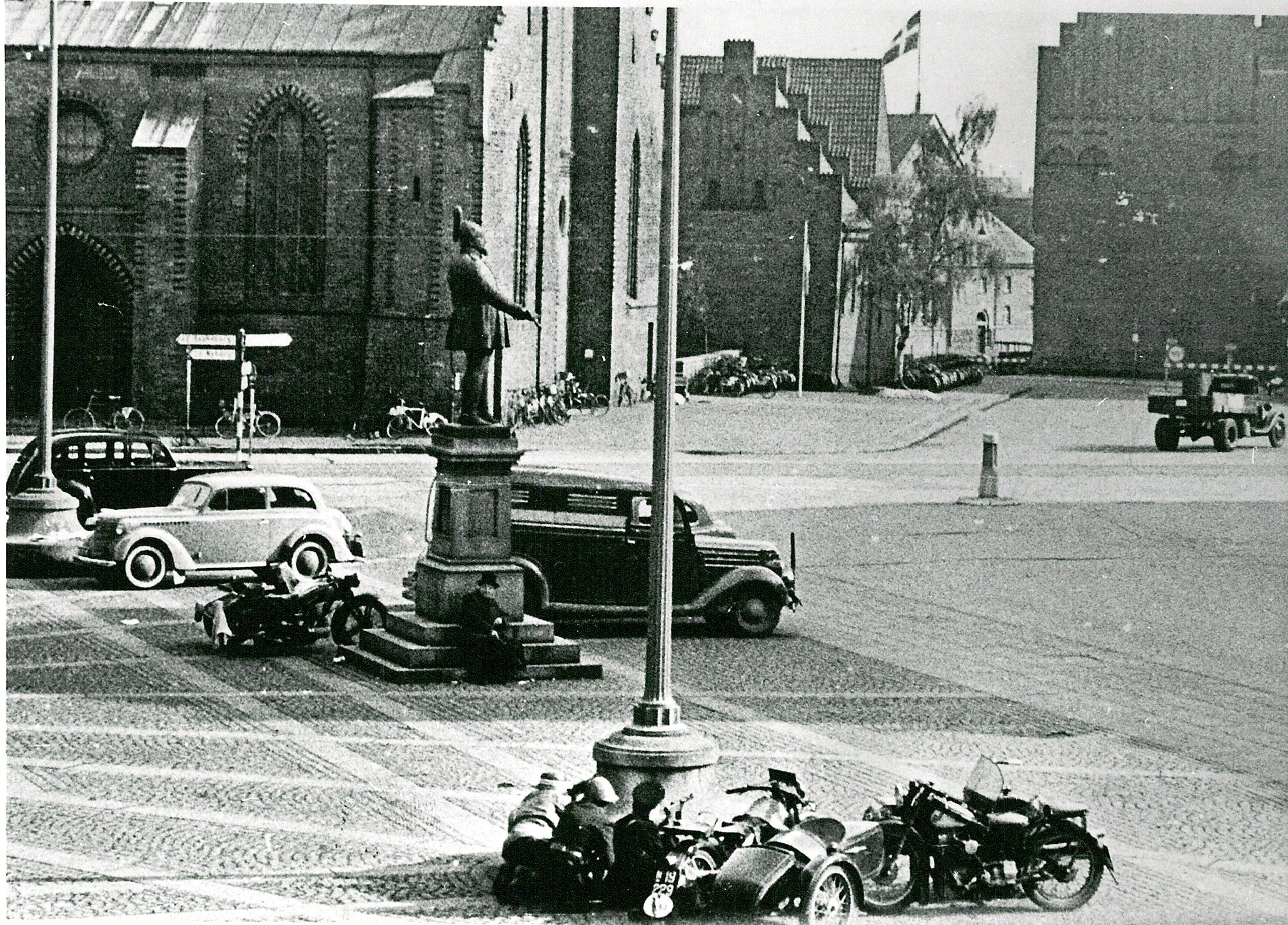
Příslušníci dánského odboje během bojů s Němci v Odense, 5. května 1945

Přestože bylo Dánsko během války ušetřeno mnoha obtíží, které postihly jiné oblasti Evropy, přesto bylo i dánské obyvatelstvo vystaveno útrapám, zejména poté, co se Němci v roce 1943 ujali vlády v zemi. Mnoho lidí bylo zabito nebo uvězněno kvůli svým postojům proti německé okupaci. V zemi docházelo k náletům na vybrané cíle. Jednou z oblastí, která byla nejvíce poškozena, byl ostrov Bornholm, zčásti kvůli sovětskému bombardování německé posádky v posledních dnech války.

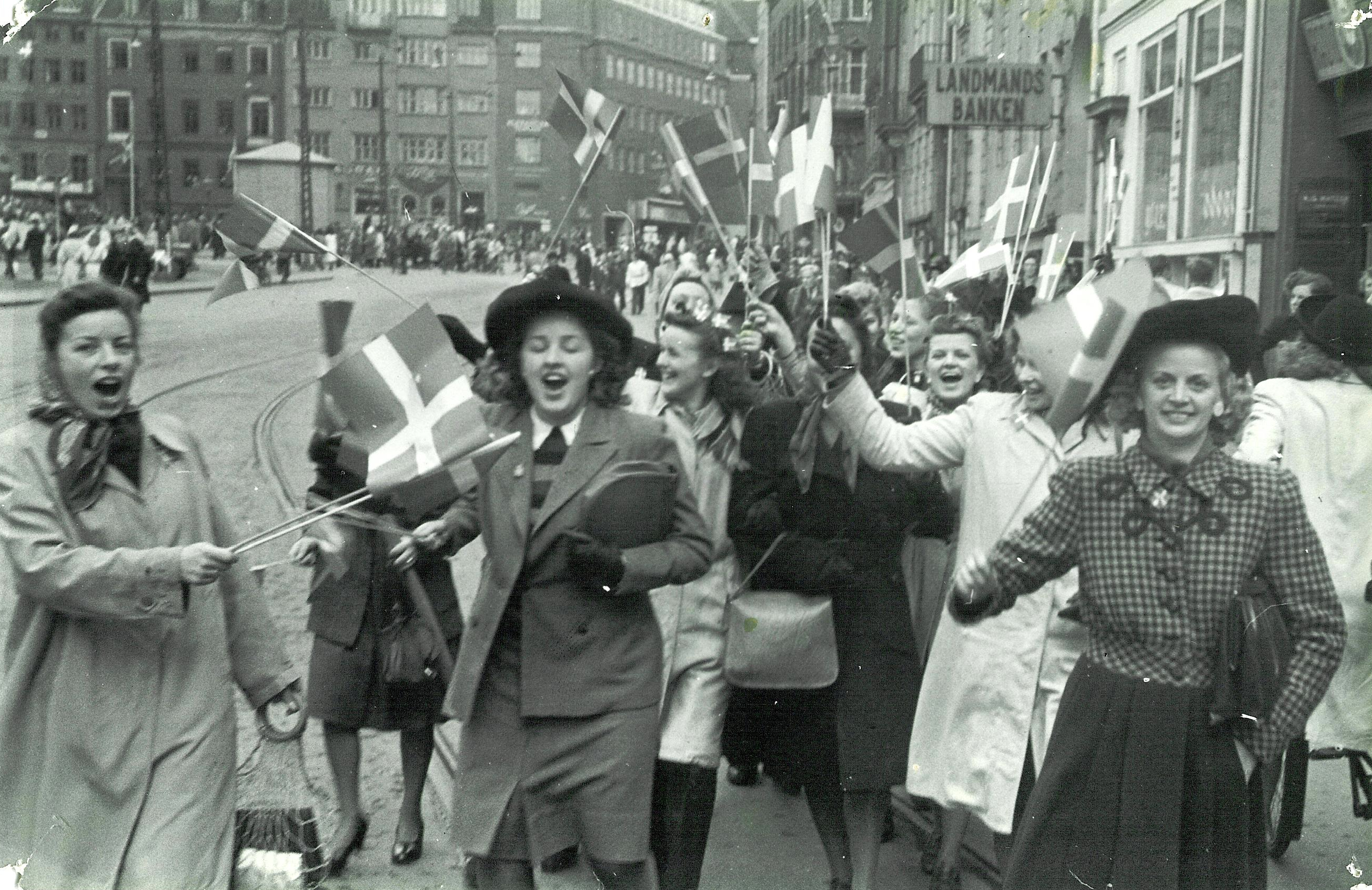
Lidé oslavující v ulicích Kodaně osvobození Dánska, 5. května 1945

Během války bylo zabito přibližně 380 příslušníků dánského odbojového hnutí. Na jejich památku byl vybudován Pamětní park Ryvangen (Mindelunden i Ryvangen) v Kodani. Zabito bylo také zhruba 900 civilistů. Ti byli zabiti během náletů, při občanských nepokojích nebo během odvetných vražd páchaných Němci. Během invaze bylo zabito nebo zraněno 39 dánských vojáků a čtyři vojáci byli zabiti 29. srpna 1943, kdy Němci rozpustili dánskou vládu. Podle některých odhadů zemřelo také okolo 360 Dánů v německých koncentračních táborech. Nejvíce ztrát na životech bylo mezi dánskými obchodními námořníky, kteří pokračovali ve své práci po celou dobu války a nejčastěji se stávali oběťmi útoků ponorek. Celkem zemřelo přibližně 1 850 námořníků. Ve spojeneckých silách zemřelo také lehce přes 100 vojáků.
Po válce bylo zatčeno čtyřicet tisíc lidí pro podezření ze spolupráce s nepřítelem. 13 500 z nich bylo potrestáno. Z těchto potrestaných bylo 76 odsouzeno k trestu smrti, který byl vykonán ve 46 případech. Většina pachatelů byla odsouzena k trestu odnětí svobody nepřesahujícím čtyři roky. Mnoho lidí tyto procesy odsuzovalo pro stíhání malých pachatelů, zatímco řada politiků a podniků zůstalo nedotčeno. Velmi obtížné bylo rozhodnout co s kolaboranty, kteří vlastně pouze plnily rozkazy a přání vlastní vlády.
Přestože se někteří členové odboje pokusili vytvořit nové politické strany, aby pozměnili politické prostředí v Dánsku, neměli úspěch. Jediná strana, která z odboje profitovala byla Komunistická strana Dánska a v říjnu 1945 během voleb získala mnoho hlasů.

## Němečtí uprchlíci

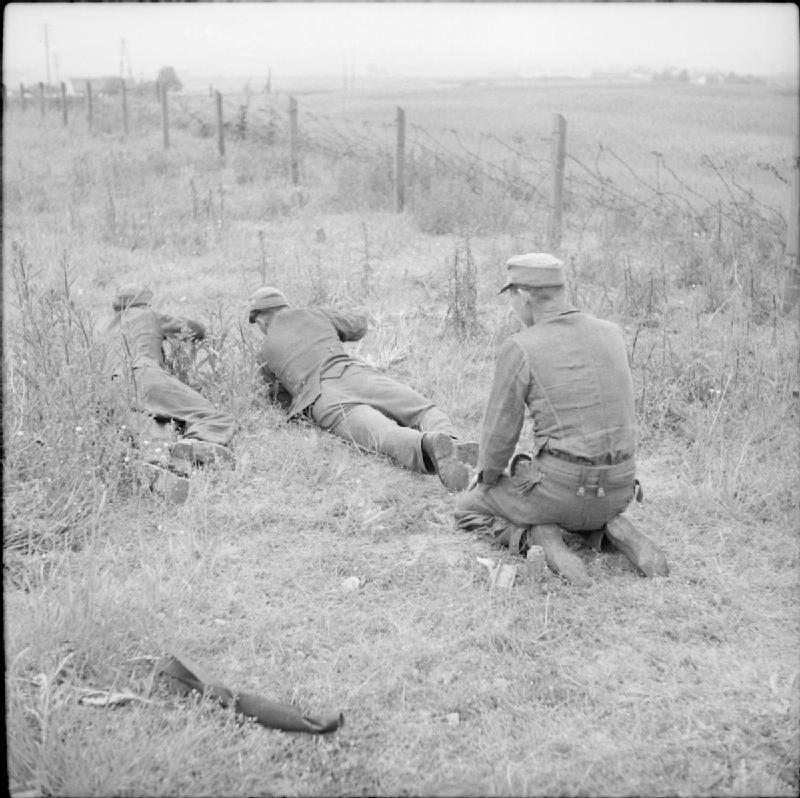
Němečtí váleční zajatci čistí minová pole na západním pobřeží Jutska, 1945

V závěrečných týdnech druhé světové války od 9. února do 9. května 1945 prchaly přes Baltské moře z Německa statisíce německých uprchlíků, kteří se snažili uniknout před postupující sovětskou armádou. Uprchlíci většinou pocházeli z Východního Pruska a Pomořanska. Mezi uprchlíky bylo mnoho žen, dětí a starých lidí. Mnozí z nich byli podvyživení, vyčerpaní nebo vážně nemocní. Přibližně třetina uprchlíků byla mladí 15 let.
Německé úřady udělily uprchlíkům privilegované postavení, zabavily dánské školy, výrobny, hotely, továrny a sportovní zařízení, aby zde uprchlíky ubytovaly. Ve stejné době byly tisíce Dánů deportovány do německých věznic a koncentračních táborů. V Dánsku během poslední válečných měsíců výrazně vzrostl německý teror zaměřený na příslušníky dánského odboje i civilisty. Mnoho obyvatel Dánska vnímala příchod německých uprchlíků za novou, násilnou okupaci své země.
V době německé kapitulace bylo v Dánsku přibližně 250 000 německých uprchlíků. Již na konci dubna se zdálo, že německé úřady ztratily nad situací kontrolu. Mnoho uprchlíků nemělo jídlo, nemocným se nedostávalo léčby, úmrtnost byla vysoká a nepohřbená mrtvá těla byla ukládána ve skladech a sklepích. Za tuto situaci mohl stav vyjednávání mezi dánskou a německou stranou. Dánsko požadovalo osvobození přibližně 4 000 svých občanů, především policistů, kteří byli vězněni v koncentračních táborech. Německo by s tímto požadavkem souhlasilo pouze v případě, že by se propuštění policisté aktivně podíleli na boji proti dánskému odboji.
Při kapitulaci Německa byla správa nad uprchlíky předána dánským úřadům. Uprchlíci byli následně přesouváni z více než tisíce menších zařízení do nově vybudovaných uprchlických táborů nebo do bývalých německých kasáren. V některých z nich bylo více než 20 000 uprchlíků. Největším z nich byl uprchlický tábor Oksbøl, který pojal 37 000 lidí. Tábory byly umístěny za ostnatým drátem a střeženy vojáky, aby se předešlo k dalšímu kontaktu s dánským obyvatelstvem.
V některých táborech byl nedostatek potravin a lékařská péče byla také nedostatečná. Jen v roce 1945 v táborech zemřelo třináct tisíc lidí, mezi nimiž bylo sedm tisíc dětí mladších pěti let. Situace byla nejhorší těsně před a po německé kapitulaci, kdy dánští lékaři a nemocnice odmítaly léčit německé uprchlíky. Důvodem byla nejen protiněmecká zášť, ale také nedostatek zdrojů, čas potřebný na obnovu administrativních struktur a strach z infekčních nemocí, které se mezi uprchlíky velmi šířily. Dánské úřady místo toho zřídily interní lékařský systém v táborech s německým zdravotnickým personálem. V táborech bylo organizováno i vyučování pro děti až na středoškolskou úroveň. Existovala také pracovní povinnost pro dospělé, organizovaly se zde studijní kroužky, divadlo, provozovala hudba a vydávaly se německé noviny. Po počátečních nedostatcích se stabilizovaly i dávky jídla.
Dne 24. července 1945 britská okupační síla na rozdíl od dánského očekávání rozhodla, že uprchlíci musí zůstat v Dánsku, dokud se situace v Německu nestabilizuje. První uprchlíci se do Německa navrátili v listopadu 1946 a poslední z nich v únoru 1949. Pouze velmi málo z nich se trvale usadilo v Dánsku.

## Odkaz

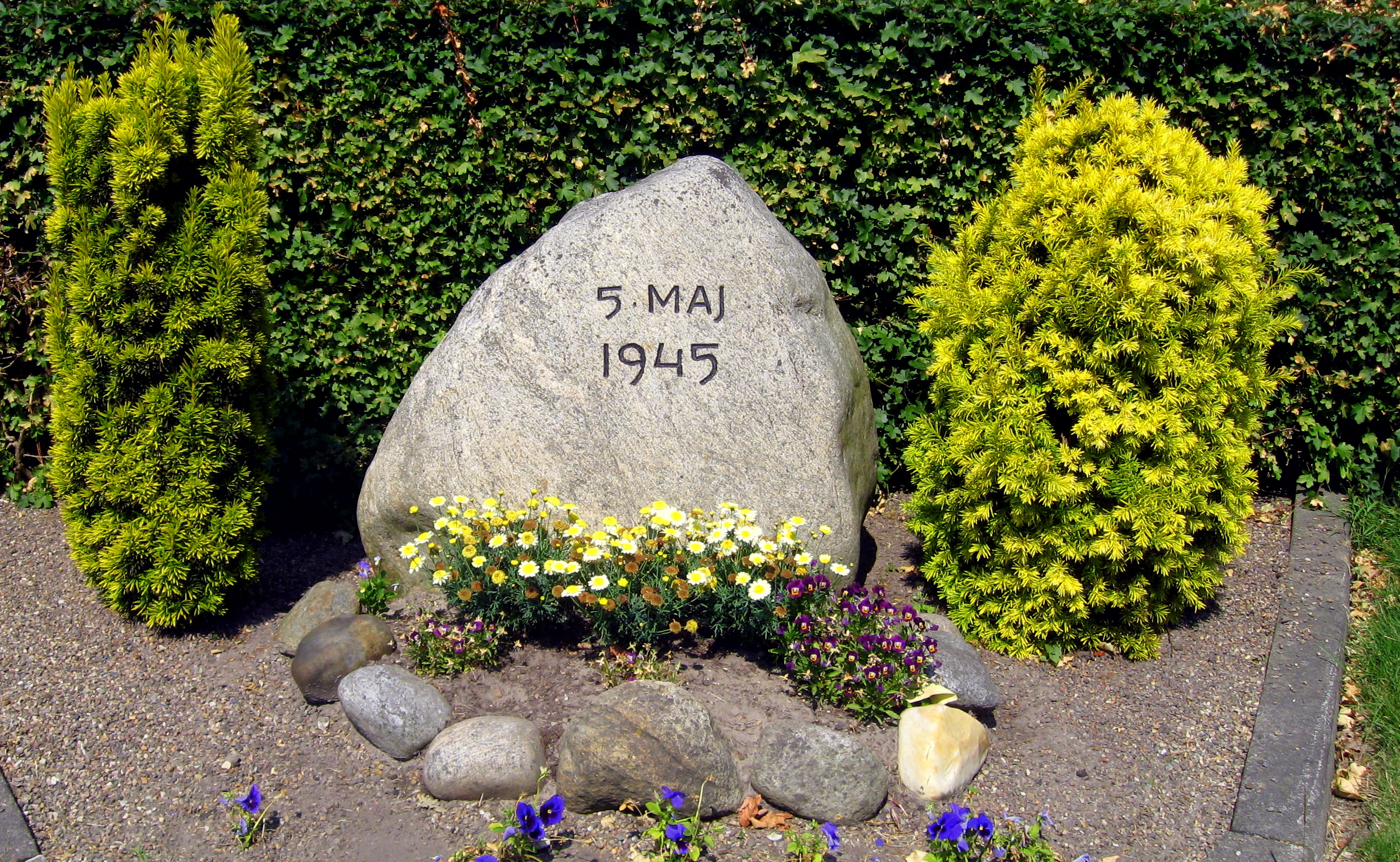
Pamětní kámen na osvobození Dánska 5. května 1945

Politika vlády nazývaná samarbejdspolitikken (politika spolupráce), je jednou z nejkontroverznějších období v dánské historii. Někteří historici tvrdí, že relativně vstřícná politika, která aktivně neodporovala německé okupaci, byla jediným realistickým způsobem ochrany dánské demokracie a obyvatelstva. Jiní však tvrdí, že přijetí německých pořádků bylo příliš velké ve srovnání s jinými demokratickými vládami v Evropě a nemůže být vnímáno jako dlouhodobá strategie na ochranu demokracie v Dánsku nebo Evropě. V roce 2003 dánský předseda vlády Anders Fogh Rasmussen označil tuto spolupráci za „morálně neospraveditelnou“. Šlo o jediný případ, kdy dánský vysoce postavený politik odsoudil válečnou politiku Dánska.